# Ráfales
Ráfales (aragónul Ráfals) település Spanyolországban, Teruel tartományban. Ráfales Fórnoles, La Portellada, Fuentespalda, Monroyo és La Cerollera községekkel határos. Lakosainak száma 149 fő (2024).

## Népesség
A település népessége az utóbbi években az alábbiak szerint változott:
| Lakosok száma | 184  | 181  | 153  | 160  | 159  | 142  | 146  | 138  | 146  | 149  |
|               | 2001 | 2004 | 2007 | 2009 | 2012 | 2014 | 2017 | 2019 | 2022 | 2024 |